# Duboko povezivanje
U kontekstu Svetske mreze, duboko povezivanje se sastoji od korišćenja hiperlinkova koji povezuju određeno, generalno pretraživo ili indeksirano parče veb sadržaja na vebsajtu. (npr. http://example.com/path/page),pre%5B%5D nego početnu stranicu. (http://example.com).

### Primer
Ovaj link: http://en.wikipedia.org/wiki/Deep_linking#Example je primer dubokog povezivanja. URL sadrži sve informacije koje su potrebne da pokažu na određenu stavku, u ovom slučaju primer sekcije Vikipedija članka o dubokom povezivanju, umesto početne strane Vikipedije (http://www.wikipedia.org).

### Duboko povezivanje i HTTP
Tehnologija iza Svetske mreže,HTTP u stvari ne pravi nikakvu razliku između “dubokih” i bilo kojih drugih linkova-svi linkovi su podjednako funkcionalni. Jedna od namena veba je da dozvoli autorima da postave link bilo kog objavljenog dokumenta ili drugog sajta. Mogućnost takozvanog “dubokog” povezivanja je stoga standarno ubacena u mrežnu tehnologiju HTTP-a i URL-a -dok sajt može da pokuša da ograniči duboko linkovanje, ali da bi se to uradilo zahteva se poseban trud. Prema konzorcijumu svetske mreže tehnološke arhitekture : “bilo koji pokušaj da se zabrani koriscenje dubokog linkovanja je baziran na nerazumevanju tehnologije, i preti da podriva funkcionalnost Svetske mreze kao celine.

### Upotreba
Neki komercijalni veb sajtovi protive se tome da drugi sajtova koriste duboko linkovanje u njihovom sadržaju zato što zaobilaze oglašavanje na glavnim stranicama, prebacuju svoj sadržaj umesto sadrzaja linkera, ili kao “The Wall Street Journal”, koji naplacuju korisnicima korišćenje trajno važećih linkova.
Duboko linkovanje je dovelo do pravnog postupka, kao što je slučaj “Ticketmaster” protiv “Microsoft-a” 1997. godine, gde je Microsoft duboko povezan sa Trickmasterovim sajtom sporedne službe. Ovaj slučaj je završen kada su se dogovorili oko ugovora o licenciranju.
Trickmaster je kasnije podneo sličnu službu protiv “Tickets.com” i sudija je slučaj presudio tako da je duboko linkovanje legalno dok god je jasno kome pripada linkovana stranica. Sud je takođe zaključio da samostalne URL adrese nemaju autorska prava : “URL je jednostavno adresa, otvorena za javnost, kao adresa zgrade, koja omogućava korisniku da dođe do zgrade. Ne postoji ništa dovoljno originalno da bi bilo potrebe za autorskim pravom, posebno zbog načina korišćenja. Izgleda da nema slučajeva prema kojima URL podleže zaštiti autorskih prava.

### Duboko povezivanje i WEB tehnologije
Veb sajtovi koji su rađeni na veb tehnologijama kao što su Adobe Flash i AJAX često ne podržavaju duboko linkovanje. Ovo može biti problem u koriscenju za korisnike koji posećuju takav sajt. Na primer, posetilac ovih veb sajtova može biti sprečen da zabeleži bukmark za individualnu stranicu ili deo sajta, postoji mogućnost da dugmad za napred i nazad u veb pretraživaču ne rade kako se očekuje, i korišćenje ponovnog učitavanja stranice u pretraživaču može da vrati korisnika na početnu stranicu.
Međutim, ovo nije fundamentalno ograničenje ovih tehnologije. Dobro poznate tehnike i biblioteke kao što su SQFAddress i unFocus History Keeper, sada postoje tako da kreatori veb sajtova koji koriste Flash ili AJAX mogu da ih koriste da bi obezbedili duboko linkovanje unutar sajtova.

### Sudske odluke
Verovatno najraniji pravni slučaj koji je proizišao iz dubokog povezivanja je iz 1996. godine Škotski slučaj “The Shetland Times protiv The Shetland News” gde je Tajms optužen za prisvajanje priče Newsa kao svoje.
Početkom 2006. godine. U slučaju između pretraživača Bixee.com i sajta za poslove Naukri.com, vidoki sud u Delhiju u Indiji zabranio je duboko linkovanje između ova dva sajta.
U decembru 2006. godine, sud u Teksasu je presudio da linkovanje sajta za motokros ka video snimcima na vebsajtu koji je baziran na motokrosu u Teksasu nije propisno korisceno. Sud je naknadno izdao nalog. U ovom slučaju, SFX Motor sports Inc. Protiv Davis , nije zvanično objavljen slučaj, ali je dostupan na 2006 WL 3616983.
U februaru 2006. godine, vladajuća Danska mornarica i Privredni sud u Kopenhagenu su pronašli sistematski upad, indeksiranje i duboko linkovanje od strane portal sajta ofir.dk i home.dk koji nisu u suprotnosti sa danskim zakonom ili bazom podataka Direktiva Evropske Unije. Sud je čak naveo da su pretraživači poželjni za funkcionisanje Interneda danas, i da se prilikom objavljivanja informacija na internetu mora pretpostaviti i prihvatiti da se pretraživači duboko linkuju ka individualnim stranicama jednog autora.

### Onemogucavanje
Vlasnici veb sajtova koji žele da spreče duboko linkovanje oretraživača mogu da koriste postojeće “Robots Exclusion Standard” da odrede svoje želje ili drugi način na koji će njihov sadržaj biti indeksiran. Ljudi u korist dubokog linkovanja često osećaju da su vlasnici sadržaja koji ne obezbede svoj sadržaj pomoću robots.tx fajla impliciraju da se ne protive dubokom linkovanju i pretraživača i drugih koji žele da linkuju sadržaj. Ljudi koji su protiv dubokog linkovanja često tvrde da valsnici sadržaja mogu biti nesvesni “Robots Exckzsion” standarda ili nisu u mogućnosti da ga koriste iz drugih razloga. Duboko linkovanje se takođe praktikuje van konteksta pretraživača, tako da su neki učesnici u ovoj debati dovode u pitanje relevantnost izuzimanja ovog standarda. Ovaj standard ne sprečava programsko sprovođenje svojih zadataka, tako da ne sprečava pretraživače i druge korisnike koji ne prate pravila dubokog linkovanja.

## Spoljašnje veze
- Linking Law - Netlitigation's summary and case law archive.
- American Library Association - list of (mostly deep) links to articles about deep linking
- Discussion of the Shetland Times vs Shetland News case, 1996 Архивирано на веб-сајту  (17. фебруар 2014)
- Report on the Indian Court Ruling
- Report on Danish Court Ruling
- Cory Doctorow on fan-made radio podcasts: "What deep linking means." from BoingBoing
- Deep Linking is Good Linking Архивирано на веб-сајту  (19. јул 2011) - Usability implications of deep links